# مشروع أوركيد
مشروع أوركيد هو مؤسسة خيرية بريطانية تعمل للقضاء على ختان الإناث.اساس المشروع بلندن ويدافع لزيادة الموارد للقضاء على ختان الإناث والتوعية للتغلب عليه، بالاضافى إلى برامج مع مؤسسة توستان في غرب افريقيا لنشر الوعى في كينيا وو عازفى الموسيقى بالسنغال والنشطاء.

## النشأة
اسستها جوليا مهرياجا اوركيد بعدما تعرضت للختان في اثيوبيا كما انها عملت كمتطوعة في جمعية الخدمات التطوعية وهناك علمت ان 75% من النساء باثيوبيا تعرضن للختان وشجعها النشطاء المحليين لتذهب وتخبر العالم بما يحدث وان ذلك ضد حقوق الإنسان فهم بحاجة إلى ان يعرف الناس بهذا. ولقد عادت جوليا إلى بريطانيا حرصا على بدء حملة ضد ختان الإناث في 2010، كما انها شاركت ب فيديو في مسابقة تدعى مناظرة دافوس وشاركت بفيديو حول الختان مما ادى لاحقا بمقابلة مؤسس توستان، قضت جوليا وقتا تعمل في توستان بالسنغال وجامبيا قبل عودتها لبريطانيا وتأسيس اوركيد كجمعية للقضاء على الختان.

## الأهداف
1. اعطاء الاولويه للقضاء على الختان بالدفاع عن المتضررين.
2. تكثيف الجهود للقضاء على الختان بنشر الوعى ب كيفية واسباب إجراء الختان وذلك بان يقدم المشاركين والمنظمين وعود مؤكدة ومستدامة للقضاؤ على الختان.

## محاور العمل

### التأييد
يهدف مشروع اوركيد إلى تامين الموارد التي يمكن استثمارها للقضاؤ على الختان من خلال التعاون مع القطاعات وصانعى القرار على جميع مستوي القاعدة سواءا الدينية أو المحلية أو الدولية ومناقشة أهم المتطلبات اللازمة في حال القضاء على الختان.

### التواصل
يعمل المشروع على زيادة الوعى ضد الختان، الصحفى بيديشا «العمل في اوركيد شئ لا يقدر بثمن النقاش فهناك من الشفافية والوضوح والنشأة والاسباب ختان الإناث، مشروع اوركيد هو الأفضل على الإطلاق».

### البرنامج
يعمل الشركاء والمنظمين بمشروع اوركيد على القضاء على ختان الإناث وئلك يشمل المجتمع بأكملة عن طريق القواعد الاجتماعية الممنهجة كاليونيسيف، ويعتبر مشروع أفضل وسيلة لتحقيق ذلك هي من خلال التوعية بحقوق الإنسان وذلك بدعم هذا التغيير من خلال الشراكات مع المنظمات التي تعمل على مستوى القاعدة.

## الأمل في القضاء على ختان الإناث
يعزز مشروع اوركيد رسالة أنه يمكن القضاء على الختان خلال جيل واحد ويستشهد ب التشابه بين كيفية القضاء على عادة ربط القدم الصينية وبين الختان وكيف يمكن للحق ان يحقق تغيرات جذرية «فعندما ينهض البعض ويدعو لذلك علنا سوف Gerry Mackie سيقضى على الختان فهذا مسئولية كل فرد»
اوضح مشروع اوركيد ان الحد من الختان سيتم بنشر الفكرة والتغيير يبدأ بالمجتمعات والحوار بين المجتمعات سيؤدى حتما بالتغيير الاجتماعى.